# Collegio uninominale Piemonte 1 - 04 (2020)
Il collegio elettorale uninominale Piemonte 1 - 04 è un collegio elettorale uninominale della Repubblica Italiana per l'elezione della Camera dei deputati.

## Territorio
Come previsto dalla legge n. 51 del 27 maggio 2019, il collegio è stato definito tramite decreto legislativo all'interno della circoscrizione Piemonte 1.
È formato dal territorio di 186 comuni della città metropolitana di Torino: Agliè, Ala di Stura, Albiano d'Ivrea, Alpette, Andezeno, Andrate, Arignano, Azeglio, Bairo, Balangero, Baldissero Canavese, Baldissero Torinese, Balme, Banchette, Barbania, Barone Canavese, Bollengo, Borgiallo, Borgofranco d'Ivrea, Borgomasino, Bosconero, Brandizzo, Brosso, Brozolo, Brusasco, Burolo, Busano, Cafasse, Caluso, Cambiano, Candia Canavese, Canischio, Cantoira, Caravino, Carema, Carmagnola, Casalborgone, Cascinette d'Ivrea, Castagneto Po, Castellamonte, Castelnuovo Nigra, Castiglione Torinese, Cavagnolo, Ceres, Ceresole Reale, Chialamberto, Chiaverano, Chieri, Chiesanuova, Chivasso, Ciconio, Cintano, Cinzano, Ciriè, Coassolo Torinese, Colleretto Castelnuovo, Colleretto Giacosa, Corio, Cossano Canavese, Cuceglio, Cuorgnè, Favria, Feletto, Fiano, Fiorano Canavese, Foglizzo, Forno Canavese, Frassinetto, Front, Gassino Torinese, Germagnano, Givoletto, Groscavallo, Grosso, Ingria, Isolabella, Issiglio, Ivrea, La Cassa, Lanzo Torinese, Lauriano, Lemie, Lessolo, Levone, Locana, Lombardore, Lombriasco, Loranzè, Lusigliè, Maglione, Marentino, Mathi, Mazzè, Mercenasco, Mezzenile, Mombello di Torino, Monastero di Lanzo, Montaldo Torinese, Montalenghe, Montalto Dora, Montanaro, Monteu da Po, Moriondo Torinese, Noasca, Nole, Nomaglio, Oglianico, Orio Canavese, Osasio, Ozegna, Palazzo Canavese, Parella, Pavarolo, Pavone Canavese, Pecetto Torinese, Perosa Canavese, Pertusio, Pessinetto, Pino Torinese, Piverone, Poirino, Pont-Canavese, Pralormo, Prascorsano, Pratiglione, Quagliuzzo, Quassolo, Quincinetto, Ribordone, Riva presso Chieri, Rivalba, Rivara, Rivarolo Canavese, Rivarossa, Robassomero, Rocca Canavese, Romano Canavese, Ronco Canavese, Rondissone, Rueglio, Salassa, Salerano Canavese, Samone, San Carlo Canavese, San Colombano Belmonte, San Francesco al Campo, San Giorgio Canavese, San Giusto Canavese, San Martino Canavese, San Maurizio Canavese, San Ponso, San Raffaele Cimena, San Sebastiano da Po, Santena, Scarmagno, Sciolze, Settimo Rottaro, Settimo Vittone, Sparone, Strambinello, Strambino, Tavagnasco, Torrazza Piemonte, Torre Canavese, Traversella, Traves, Usseglio, Val della Torre, Val di Chy, Valchiusa, Vallo Torinese, Valperga, Valprato Soana, Varisella, Vauda Canavese, Verolengo, Verrua Savoia, Vestignè, Vialfrè, Vidracco, Villanova Canavese, Villareggia, Villastellone, Vische, Vistrorio e Viù.
Il collegio è parte del collegio plurinominale Piemonte 1 - 02.

## Eletti
| Elezione | Elezione | Deputato                | Partito |
| -------- | -------- | ----------------------- | ------- |
|          | 2022     | Alessandro Giglio Vigna | Lega    |

## Dati elettorali

### XIX legislatura
Come previsto dalla legge elettorale, 147 deputati sono eletti con sistema a maggioranza relativa in altrettanti collegi uninominali a turno unico.
| Candidati                                 | Candidati                         | Voti    | %     | Liste                          | Voti    | %     |
| ----------------------------------------- | --------------------------------- | ------- | ----- | ------------------------------ | ------- | ----- |
|                                           | Alessandro Giglio Vigna ✔️ Eletto | 118 485 | 47,16 | Fratelli d'Italia              | 69 291  | 27,58 |
| Lega per Salvini Premier                  | Alessandro Giglio Vigna ✔️ Eletto | 118 485 | 47,16 | 26 183                         | 10,42   |       |
| Forza Italia                              | Alessandro Giglio Vigna ✔️ Eletto | 118 485 | 47,16 | 20 656                         | 8,22    |       |
| Noi moderati/Lupi - Toti - Brugnaro - UDC | Alessandro Giglio Vigna ✔️ Eletto | 118 485 | 47,16 | 2 355                          | 0,94    |       |
|                                           | Antonella Giordano                | 69 374  | 27,61 | Partito Democratico-IDP        | 48 009  | 19,11 |
| +Europa                                   | Antonella Giordano                | 69 374  | 27,61 | 10 345                         | 4,12    |       |
| Alleanza Verdi e Sinistra                 | Antonella Giordano                | 69 374  | 27,61 | 9 707                          | 3,86    |       |
| Impegno Civico - Centro Democratico       | Antonella Giordano                | 69 374  | 27,61 | 1 313                          | 0,52    |       |
|                                           | Antonino Iaria                    | 26 097  | 10,39 | Movimento 5 Stelle             | 26 097  | 10,39 |
|                                           | Osvaldo Napoli                    | 20 796  | 8,28  | Azione - Italia Viva - Calenda | 20 796  | 8,28  |
|                                           | Aldo Querio Gianetto              | 6 511   | 2,59  | Italexit per l'Italia          | 6 511   | 2,59  |
|                                           | Vincenzo Valerio Donato           | 3 896   | 1,55  | Italia Sovrana e Popolare      | 3 896   | 1,55  |
|                                           | Cadigia Ester Perini              | 3 594   | 1,43  | Unione Popolare                | 3 594   | 1,43  |
|                                           | Roberto Conedera                  | 2 514   | 1,00  | Vita                           | 2 514   | 1,00  |
| Totale                                    | Totale                            | 251 267 | 100   |                                | 251 267 | 100   |
|                                           |                                   |         |       |                                |         |       |
| Schede bianche                            | Schede bianche                    | 3 325   | 1,26  |                                |         |       |
| Schede nulle                              | Schede nulle                      | 9 701   | 3,67  |                                |         |       |
| Votanti                                   | Votanti                           | 264 293 | 67,02 |                                |         |       |
| Elettori                                  | Elettori                          | 394 376 |       |                                |         |       |